# 襄垣县第一中学
襄垣县第一中学，简称襄垣一中，位于山西省长治市襄垣县。是一所公立高中，襄垣一中新建于2005年，占地135亩，建筑面积60000平方米，绿化面积10000平方米。原校址位于县城内新建路三十号，改为初中部。

## 学校介绍
襄垣一中新建于2005年，占地135亩，建筑面积60000平方米，绿化面积10000平方米，教学区、运动区、生活区、绿化区布局合理。拥有教学楼、科教楼（装备多媒体室、微机室、理化实验室各4个、生物实验室2个,通用技术设备室2个，配备了全新的Ｉ类仪器）、办公楼、图书楼（安装了先进的电子图书阅览系统，为省普通高中一级图书馆）、报告厅、高三教学楼各一幢，学生餐厅两个，学生公寓楼四幢，标准化综合体育场一个。